# 8e cérémonie des Ensors
La 8e cérémonie des Ensors, organisée par le festival du film d'Ostende, s'est déroulée le 16 septembre 2017 et a récompensé les talents du cinéma flamand pour les films sortis pendant la période allant du début août 2016 jusqu'à la fin du mois de juillet 2017.

## Palmarès
Le jury était composé de Caroline Pauwels (présidente), Nathalie Basteyns (réalisatrice), Annelies Verbeke (auteur et scénariste), Wannes Cappelle (musicien, acteur et écrivain), Willeke van Ammelrooy (actrice), Jan Eelen (réalisateur), Filip Peeters (acteur), Viviane Vanfleteren (productrice), Lou Berghmans (directeur de photographie) et Bart Van Loo (production designer).

### Meilleur film (Beste film)
- Home de Fien Troch
  - King of the Belgians de Peter Brosens et Jessica Woodworth
  - Le Ciel flamand de Peter Monsaert

### Meilleure réalisation (Beste regie)
- Fien Troch pour Home
  - Bavo Defurne pour Souvenirs
  - Peter Monsaert pour Le Ciel flamand'

### Meilleur acteur (Beste acteur)
- Loïc Bellemans, Mistral Guidotti et Sebastian Van Dun pour leurs rôles dans Home
  - Peter Van Den Begin pour son rôle dans King of the Belgians
  - Kévin Azaïs pour son rôle dans Souvenirs

### Meilleure actrice (Beste actrice)
- Lena Suijkerbuijk pour son rôle dans Home
  - Alexandra Lamy pour son rôle dans Vincent
  - Sara Vertongen pour son rôle dans Le Ciel flamand

### Meilleur acteur dans un second rôle (Beste acteur in een bijrol)
- Wim Willaert pour dans Le Ciel flamand
  - Flor Decleir dans Sprakeloos
  - Rik Van Uffelen dans Sprakeloos

### Meilleure actrice dans un second rôle (Beste actrice in een bijrol)
- Els Deceukelier pour son rôle dans Home
  - Esra Vandenbussche  pour son rôle dans Le Ciel flamand
  - Karlijn Sileghem pour son rôle dans Home

### Meilleur espoir (Beste debuut)
- Nathalie Teirlinck dans Le Passé devant nous
  - Lena Suijkerbuijk dans Home
  - Loïc Bellemans dans Home
  - Mistral Guidotti pour Home
  - Sebastian Van Dun pour Home
  - Esra Vandenbussche pour Le Ciel flamand
  - Kevin Meul pour My First Highway
  - Zuri François pour Le Passé devant nous

### Meilleur scénario (Beste scenario)
- Peter Brosens et Jessica Woodworth pour King of the Belgians
  - Fien Troch et Nico Leunen pour Home
  - Peter Monsaert pour Le Ciel flamand

### Meilleure photographie (Beste fotographie/cinematografie)
- David Williamson pour Le Ciel flamand
  - Danny Elsen pour De premier
  - Menno Mans pour My First Highway

### Meilleur montage (Beste montage)
- Nico Leunen pour Home
  - Alain Dessauvage pour Le Ciel flamand
  - Philippe Ravoet et Yoohan Leyssens pour De Premier

### Meilleurs décors (Beste art direction)
- Kurt Loyens pour Storm: Letters van Vuur
  - André Fonsny pour Souvenirs
  - Pepijn Van Looy pour My First Highway

### Meilleurs costumes (Beste kostuum)
- Christophe Pidre et Florence Scholtes pour Souvenirs
  - Tine Deseure pour Uitschot
  - Vanessa Evrard pour Le Passé devant nous

### Meilleur maquillage (Beste make-up)
- Esther De Goey pour De Premier
  - Fredo Roeser pour Souvenirs
  - Petya Simeonova pour King of the Belgians

### Meilleure musique (Beste muziek)
- Brent Vanneste pour My First Highway
  - John Parish pour Le Passé devant nous
  - Johnny Jewel pour Home

### Meilleur film pour enfants/jeunes (Beste kinder/jeudgfilm)
- Ghost Rockers - Voor altijd? de Gert-Jan Booy
  - Cloudboy, De D5R, de film de Dennis Bots
  - Storm: Letters van Vuur de Dennis Bots

### Meilleure coproduction avec les Pays-Bas (Beste coproductie met Nederland)
- Brimstone de Martin Koolhoven
  - Layla M. de Mijke de Jong
  - Monk

### Meilleure coproduction avec la Wallonie (Beste coproductie met Wallonië)
- Noces de Stephan Streker
  - La Fille inconnue de Jean-Pierre Dardenne et Luc Dardenne
  - Angle mort de Nabil Ben Yadir
  - Mal de pierres de Nicole Garcia

### Industry Award
- Le Passé devant nous de Nathalie Teirlinck

### Prix du public (Telenet publieksprijs)
- Sprakeloos de Hilde Van Mieghem

## Courts métrages
Les Ensors destinés aux courts métrages ont été remis le 15 septembre 2017.

### Meilleur court métrage (Beste kortfilm)
- On Attend de Dimitri Sterkens
  - Boi de Anthony Nti
  - Downside up de Peter Ghesquière
  - Perfect Darkness de Maaike Neuville

### Meilleur court métrage d'animation (Beste animatiekortfilm)
- Kastaars de Jasmine Elsen
  - Antarctica de Jeroen Ceulebrouck
  - Catherine de Britt Raes

### Meilleure photographie (prix SBC) (Beste D.O.P. (prijs SBC))
- On Attend de Dimitri Sterkens
  - Dag vreemde man d'Anthony Schatteman (nl)
  - Saint-Hubert de Jules Cornes

## Documentaires
L'Ensor du meilleur documentaire a été remis le 15 septembre 2017.

### Meilleur film documentaire (Beste documentaire)
- Shadow World de Johan Grimonprez
  - Inside the Distance de Elias Grootaers
  - Rien n'est pardonné de Vincent Coen et Guillaume Vandenberghe

## Statistiques

### Nominations multiples
15 : Home
9 : Le Ciel flamand
5 : Le Passé devant nous - Souvenirs
4 : King of the Belgians - My First Highway
3 : De Premier
2 : Spraakeloos - Storm: Letters van Vuur

### Récompenses multiples
6 : Home
2 : Le Ciel flamand - Le Passé devant nous